# Pootie Tang
Pootie Tang ist eine Komödie aus dem Jahr 2001 von Louis C.K. Der Film basiert auf einem Sketch in der The Chris Rock Show von Chris Rock.

## Handlung
Kurz vor dem Tod seines Vaters „Daddy Tang“ erhält sein Sohn Pootie Tang, ein lässiger Frauenheld, von jenem einen magischen Gürtel, mit dem er, wie einst sein Vater, gegen Kriminelle kämpfen soll. Als Jugendlicher wird Pootie ein bekannter Musiker, setzt sich für das Interesse von Kindern ein und bekämpft, wie von seinem Vater gewünscht, Übeltäter mit Hilfe seines Gürtels. Der Geschäftsführer von LecterCorp, Dick Lecter, bemerkt den positiven Einfluss, den Pootie Tang auf die Gesellschaft hat, und den negativen Einfluss auf den Profit seiner Firma. Nachdem sein Handlanger und Bösewicht Dirty Dee von Pooties Freunden aus der Stadt vertrieben wurde, setzt Lecter die Prostituierte Ireenie auf Pootie Tang an, um ihn zu einem Abkommen mit LecterCorp zu bewegen. Der Plan hat Erfolg und Pooties Name wird auf schädlichen Produkten benutzt, zum Beispiel auf Alkoholflaschen, Zigaretten und ungesunden Cornflakes. Daraufhin wenden sich seine Fans von ihm ab. Infolgedessen versucht sich Pootie „zu finden“ und reist zu einer entfernten Farm. Dort hat er eine Vision von seinem Vater, der ihm erklärt, dass der magische Gürtel in Wahrheit ein ganz normaler Gürtel ist und er das Böse mit dem Guten, das in ihm ist, besiegt. Kurz bevor er beinahe die Tochter des örtlichen Sheriffs heiratet, erfährt er, dass Dick Lecter das erste Restaurant mit Pootie-Tang-Burgern eröffnen will. Er kehrt in die Stadt zurück um das Böse erneut zu bekämpfen. Inzwischen stehen dutzende Pootie-Doppelgänger bei Lecter Corp unter Vertrag, um für die Firma zu werben. Doch Pootie gelingt es, sämtliche Doppelgänger und Lecter zu besiegen. Letzterer verlässt LecterCorp und wird Schauspieler. Ireenie, die sich ebenfalls vom Bösen abwendet, kümmert sich von nun an um drogenabhängige Kinder und Pootie plant seine Hochzeit.

## Kritik
Die Kritiken fielen überwiegend negativ aus. Die Kritiker auf Rotten Tomatoes gaben dem Film nur 27 % positive Wertungen und eine durchschnittliche Bewertung von 3.7/10. Roger Ebert gab dem Film nur einen halben Stern. Er kritisierte die oft vulgären Aussprüche. Nathan Rabin bei The Onion A.V. Club sagte, Pootie Tang „grenzt an Publikumsmissbrauch“ und „verwechselt Idiotie mit Absurdität und Zufälligkeit mit Witz“.
Das Lexikon des internationalen Films meinte: „Völlig unterentwickelte Komödie, die nicht in die Gänge kommt; ein kurzer, aber unendlich lang wirkender Film, der keinen Ansprüchen genügt.“

## Sonstiges
- Im 2003 erschienenen Film Scary Movie 3 wird öfters Bezug auf diesen Film genommen.
- Parodien im Film sind unter anderem Matrix und On the Record with Bob Costas.
- Der Soundtrack stammt von Hollywood Records.
- Die Produzenten Ali LeRoi und Chris Rock waren auch für die Produktion von Alle hassen Chris (Eine Fernsehserie die das Leben von Chris Rock erzählt) zuständig.
- Das Budget für diesen Film betrug 3 Millionen Dollar und spielte weltweit 3.313.583 US-Dollar ein.
- Bei den 77. Annual Academy Awards (welcher von Chris Rock moderiert wurde) wird Bezug auf diesen Film genommen.